# Vasily Zhurnevich
Vasily Zhurnevich (tiếng Belarus: Васіль Журневіч; tiếng Nga: Василий Журневич; sinh 21 tháng 2 năm 1995) là một cầu thủ bóng đá Belarus hiện tại thi đấu cho Neman Grodno.